# Diaphorina putonii
Diaphorina putonii är en insektsart som beskrevs av Löw 1879. Diaphorina putonii ingår i släktet Diaphorina och familjen rundbladloppor. Inga underarter finns listade i Catalogue of Life.